# 小桑迪河 (俄亥俄河支流)

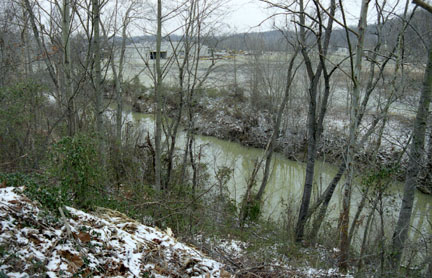
小桑迪河，肯塔基州

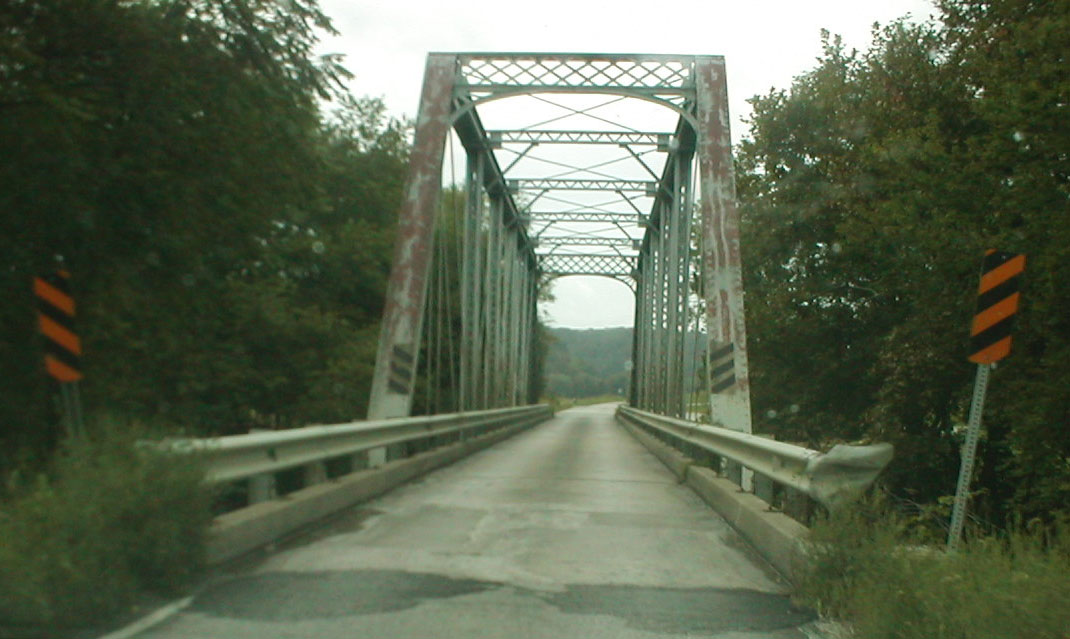
小桑迪河的一个桥梁

小桑迪河（英語：Little Sandy River）是俄亥俄河的一条支流，位于美国肯塔基州的东北部，长约85.4英里（137.4），流域面积约724.2平方英里（1,876平方），通过俄亥俄河注入密西西比河。